# Сапрыкин, Александр Михайлович
Алекса́ндр Миха́йлович Сапры́кин (28 июля 1946, Калуга — 4 мая 2021, Санкт-Петербург, Россия) — советский волейболист, советский и российский волейбольный тренер, игрок сборной СССР (1971—1974). Бронзовый призёр Олимпийских игр 1972, чемпион Европы 1971, Нападающий. Заслуженный мастер спорта СССР (1990), заслуженный работник физической культуры Российской Федерации.

## Биография
Выступал за команды: до 1965 — СКА (Ленинград), 1965—1979 — «Спартак»/«Автомобилист» (Ленинград). Четырёхкратный серебряный (1976—1979) и четырёхкратный бронзовый (1972—1975) призёр чемпионатов СССР.
В составе студенческой сборной СССР стал победителем Всемирной Универсиады 1973.
В сборной СССР в официальных соревнованиях выступал в 1971—1974 годах. В её составе: бронзовый призёр Олимпийских игр 1972, серебряный призёр чемпионата мира 1974, чемпион Европы 1971.
Окончил Институт физической культуры имени Лесгафта.
С 1979 года Александр Сапрыкин — на тренерской и организационной работе. Занимал должности государственного тренера сборной СССР по Ленинграду, директора спортивной школы Калининского района Ленинграда, председателя федерации волейбола Санкт-Петербурга. Работал главным тренером женской волейбольной команды ТТУ и мужской команды «Динамо» (Ленинградская область).
Являлся членом Президиума Всероссийской федерации волейбола, президентом Северо-Западной волейбольной ассоциации, заместителем директора волейбольного клуба «Зенит» по пляжному волейболу.

## Источник
- Волейбол: Энциклопедия / Сост. В. Л. Свиридов, О. С. Чехов. — Томск: Компания «Янсон», 2001.